# Tomoplagia penicillata
Tomoplagia penicillata är en tvåvingeart som beskrevs av Friedrich Georg Hendel 1914. Tomoplagia penicillata ingår i släktet Tomoplagia och familjen borrflugor.
Artens utbredningsområde är Peru. Inga underarter finns listade i Catalogue of Life.